# Craig (Name)
Craig ist ein ursprünglich ortsbezogener männlicher Vorname und Familienname, der heute im gesamten englischen Sprachraum vorkommt.

## Herkunft und Bedeutung
Der Vorname Craig ist übernommen von einem schottischen Familiennamen, der seinerseits vom gälischen creag mit der Bedeutung „Felsen, Klippe“ abgeleitet wurde und ursprünglich eine Person bezeichnete, die nahe einem Felsen bzw. einer Klippe lebte.

## Namensträger

### Familienname

#### A
- Alexander Kerr Craig (1828–1892), US-amerikanischer Politiker
- Alec Craig (1884–1945), schottischer Schauspieler
- Amanda Craig (* 1959), britische Schriftstellerin
- Andrónico Luksic Craig (* 1954), chilenischer Geschäftsmann
- Andy Craig (* 1976), schottischer Rugby-Union-Spieler
- Angie Craig (* 1972), US-amerikanische Politikerin
- Annie Craig (1864–1948), englisch-britische Suffragette

#### B
- Bill Craig (1945–2017), US-amerikanischer Schwimmer
- Bob Craig (1881–1935), australischer Rugbyspieler
- Brandan Craig (* 2004), US-amerikanischer Fußballspieler
- Bryan Craig (* 1991), US-amerikanischer Schauspieler

#### C
- Carl Craig (* 1969), US-amerikanischer Musiker
- Carolyn Craig (1934–1970), US-amerikanische Schauspielerin
- Charles Craig (Schauspieler, 1877) (1877–1972), US-amerikanischer Schauspieler
- Charles Craig (Sänger) (1919–1997), britischer Opernsänger (Tenor)
- Charles Craig (Schauspieler, 1932) (1932–2019), US-amerikanischer Schauspieler
- Charles Craig (Leichtathlet) (* 1942), US-amerikanischer Dreispringer
- Charlie Craig (1938–2011), US-amerikanischer Musiker
- Charmaine Craig (* 1970), US-amerikanische Schauspielerin und Schriftstellerin

#### D
- Daniel Craig (* 1968), britischer Schauspieler
- David Craig (Fußballspieler, 1921) (1921–1994), englischer Fußballspieler
- David Craig, Baron Craig of Radley (* 1929), britischer Luftwaffenoffizier und Politiker
- David Craig (Fußballspieler, 1944) (* 1944), nordirischer Fußballspieler
- David Craig (Fußballspieler, 1969) (* 1969), schottischer Fußballspieler
- David Parker Craig (1919–2015), australischer Chemiker
- Dean Craig, Pseudonym von Piero Regnoli (1929–2001), italienischer Drehbuchautor und Regisseur
- Dean Craig (* 1974), britischer Drehbuchautor

#### E
- Edith Craig (1869–1947), englisch-britische Schauspielerin, Theaterregisseurin, Theaterproduzentin, Kostümbildnerin und frühe Pionierin der Frauenwahlrechtsbewegung
- Edward Gordon Craig (1872–1966), britischer Schauspieler, Regisseur, Bühnenbildner und Theatertheoretiker
- Eli Craig (* 1972), US-amerikanischer Filmregisseur, Produzent, Drehbuchautor und Schauspieler
- Elijah Craig (1743–1808), US-amerikanischer Priester
- Elizabeth Craig (Köchin) (1883–1980), schottische Köchin und Journalistin
- Elizabeth Craig (Tänzerin) (1902–1989), US-amerikanische Tänzerin, Lebensgefährtin von Louis-Ferdinand Céline
- Elizabeth Craig (Ruderin) (* 1957), kanadische Ruderin
- Emily Craig (* 1992), britische Ruderin

#### F
- F. W. S. Craig (Frederick Walter Scott Craig; 1929–1989), britischer Wahlforscher
- Francis Craig (1900–1966), US-amerikanischer Pianist, Komponist und Bandleader

#### G
- George Craig (Sportfunktionär) (1914–1996), neuseeländischer Sportfunktionär
- George Henry Craig (1845–1923), US-amerikanischer Jurist und Politiker
- George N. Craig (George North Craig; 1909–1992), US-amerikanischer Politiker
- Georgena Craig (* 1942), britische Mittelstreckenläuferin
- Gordon A. Craig (1913–2005), schottisch-US-amerikanischer Historiker
- Gordon Y. Craig (1925–2014), schottischer Geologe
- Gregory B. Craig (* 1945), US-amerikanischer Jurist, Rechtsberater des Weißen Hauses

#### H
- H. A. L. Craig (Harry Arthur Craig; 1921–1978), irischer Drehbuchautor, Journalist und Theaterkritiker
- Hannah Craig (Kanutin) (* 1983), irische Kanutin
- Hannah Craig (Squashspielerin) (* 1999), irische Squashspielerin
- Hardin Craig (1875–1968), amerikanischer Literaturwissenschaftler
- Harmon Craig (1926–2003), US-amerikanischer Geochemiker und Ozeanograf
- Harrison Craig (* 1994), australischer Popsänger
- Hector Craig (1775–1842), US-amerikanischer Politiker
- Helen Craig (1912–1986), US-amerikanische Schauspielerin

#### I
- Ian Craig († 2014), australischer Cricketspieler

#### J
- James Craig (Architekt) (1739–1795), schottischer Architekt und Stadtplaner
- James Craig (General) (1818–1888), US-amerikanischer Politiker und General
- James Craig, 1. Viscount Craigavon (1871–1940), nordirischer Politiker
- James Craig (Schauspieler) (1912–1985), US-amerikanischer Schauspieler
- James Henry Craig (1748–1812), britischer Offizier und Kolonialverwalter
- James Ireland Craig (1868–1952), britischer Mathematiker und Kartograf
- Janric Craig, 3. Viscount Craigavon (1944–2025), britischer Wirtschaftsprüfer
- Jim Craig (Rugbyspieler) (James Hampden Craig; 1895–1959), australischer Rugby-League-Spieler und -Trainer
- Jim Craig (Fußballspieler) (James Philip Craig; * 1943), schottischer Fußballspieler
- Jim Craig (Eishockeyspieler) (James Downey Craig; * 1957), US-amerikanischer Eishockeytorwart und -trainer
- John Craig (Geistlicher) (1512?–1600), schottischer Geistlicher
- John Craig (Mathematiker) (1663–1731), schottischer Mathematiker
- John Craig (Schauspieler) (* 1928), US-amerikanischer Schauspieler
- John Craig (Leichtathlet) (* 1953), kanadischer Mittelstreckenläufer
- John Craig (Schriftsteller), kanadischer Schriftsteller
- John Manson Craig (1896–1970), schottischer Soldat
- Jonny Craig (* 1986), kanadisch-US-amerikanischer Rockmusiker
- Judy Craig (* 1946), US-amerikanischer Sänger

#### K
- Kami Craig (* 1987), US-amerikanische Wasserballspielerin
- Kelly Fremon Craig (* 1980), US-amerikanische Filmregisseurin und Drehbuchautorin

#### L
- Larry Craig (* 1945), US-amerikanischer Politiker
- Laura Craig McNellis (* 1957), US-amerikanische Outsider-Art-Künstlerin, Malerin
- Liam Craig (* 1986), schottischer Fußballspieler
- Locke Craig (1860–1925), US-amerikanischer Politiker
- Louis A. Craig (1891–1984), US-amerikanischer Offizier, Generalmajor der US-Army
- Lyman C. Craig (1906–1974), US-amerikanischer Chemiker

#### M
- Malin Craig (1875–1945), US-amerikanischer General
- Megan Craig (Squashspielerin) (* 1992), neuseeländische Squashspielerin
- Megan Craig (Basketballspielerin) (* 1993), neuseeländische Basketballspielerin
- Michael Craig (* 1928), schottischer Schauspieler
- Michael Craig-Martin (* 1941), britischer Künstler
- Mike Craig (Michael Craig; * 1971), kanadischer Eishockeyspieler
- Mikey Craig (Michael Emile Craig; * 1960), britischer DJ und Bassist, Mitglied von Culture Club
- Mimmo Craig (1925–1916), italienischer Schauspieler
- Mira Craig (* 1982), norwegisch-US-amerikanische Sängerin

#### N
- Nell Craig (1891–1965), US-amerikanische Schauspielerin
- Nick Craig (Radsportler) (* 1969), britischer Radrennfahrer
- Nick Craig (Eishockeyspieler) (* 1990), neuseeländischer Eishockeyspieler
- Ninalee Craig (1927–2018), amerikanisches Photomodell

#### P
- Peter Craig (* 1969), US-amerikanischer Buch- und Drehbuchautor
- Peyton Craig (* 2005), australischer Mittelstreckenläufer

#### R
- Ralph Craig (1889–1972), US-amerikanischer Leichtathlet
- Robert Craig (Politiker) (1792–1852), US-amerikanischer Politiker
- Robert Craig (Fußballspieler) (* 1968), nordirischer Fußballspieler
- Robert Craig (Leichtathlet) (* 1969), Leichtathlet von Norfolk Island
- Robert C. Craig (1921–1990), US-amerikanischer Psychologe und Erzieher
- Robert Hunter Craig (1839–1913), britischer Politiker
- Robert T. Craig (Botaniker) (Robert Theodore Craig; 1947–1986), US-amerikanischer Zahnmediziner und Botaniker
- Robert T. Craig (Kommunikationswissenschaftler) (* 1947), US-amerikanischer Kommunikationswissenschaftler
- Roger Craig (Baseballspieler) (1930–2023), US-amerikanischer Baseballspieler
- Roger Craig (Footballspieler) (* 1960), US-amerikanischer American-Football-Spieler
- Ryan Craig (Dramatiker) (* 1972), britischer Dramatiker
- Ryan Craig (Eishockeyspieler) (* 1982), kanadischer Eishockeyspieler und -trainer

#### S
- Samuel Alfred Craig (1839–1920), US-amerikanischer Politiker
- Stephen Craig (* 1960), irischer Künstler
- Stephen L. Craig, US-amerikanischer Chemiker
- Stuart Craig (* 1942), britischer Szenenbildner

#### T
- Thomas Craig (Jurist) (um 1538–1608), schottischer Dichterjurist
- Thomas Craig (Mathematiker) (1855–1900), US-amerikanischer Mathematiker
- Thomas Craig (Schauspieler) (* 1962), britischer Schauspieler
- Tom Craig (* 1995), australischer Hockeyspieler
- Tony Craig (Schauspieler) (* 1958), Schauspieler aus Trinidad und Tobago
- Tony Craig (Musiker), britischer Musiker
- Tony Craig (Regisseur), Filmregisseur
- Tony Craig (Fußballspieler) (* 1985), englischer Fußballspieler
- Torrey Craig (* 1990), US-amerikanischer Basketballspieler

#### W
- Wallace Craig (1876–1954), US-amerikanischer Psychologe
- Wendy Craig (* 1934), britische Schauspielerin
- William Craig (Logiker) (1918–2016), US-amerikanischer Logiker
- William Craig (Politiker) (* 1924), nordirischer Politiker
- William Craig (Historiker) (1929–1997), US-amerikanischer Historiker und Autor
- William Benjamin Craig (1877–1925), US-amerikanischer Rechtsanwalt und Politiker
- William Lane Craig (* 1949), US-amerikanischer Theologe und Religionsphilosoph
- William Marshall Craig (um 1765–um 1834), britischer Zeichner, Maler und Kupferstecher

#### Y
- Yvonne Craig (1937–2015), US-amerikanische Schauspielerin

### Vorname
- Craig Alexander (* 1973), australischer Triathlet
- Craig A. Anderson (* 1952), US-amerikanischer Psychologe
- Craig Anderson (Baseballspieler) (* 1980), australischer Baseballspieler
- Craig Anderson (Eishockeyspieler) (Craig Peter Anderson; * 1981), US-amerikanischer Eishockeytorwart
- Craig Armstrong (* 1959), schottischer Komponist moderner Orchester- und Filmmusik
- Craig Bellamy (* 1979), walisischer Fußballspieler
- Craig Bierko (* 1964), US-amerikanischer Schauspieler
- Craig Blomberg (* 1955), US-amerikanischer Theologe
- Craig Breedlove (1937–2023), US-amerikanischer Automobilrennfahrer
- Craig Cannonier (* 1963), bermudischer Politiker
- Craig Clow (* 1956), kanadischer Freestyle-Skier
- Craig David (* 1981), britischer Sänger und Songwriter
- Craig Ferguson (* 1962), britisch-US-amerikanischer Fernsehmoderator, Komiker, Schauspieler, Filmregisseur und Schriftsteller
- Craig Goldman (* 1969), US-amerikanischer Politiker
- Craig Hill (1926–2014), US-amerikanischer Schauspieler
- Craig Hosmer (1915–1982), US-amerikanischer Politiker
- Craig T. James (* 1941), US-amerikanischer Politiker
- Craig Jones (1985–2008), britischer Motorradrennfahrer
- Craig Mack (1970–2018), US-amerikanischer Rapper
- Craig Moore (* 1975), australischer Fußballspieler
- Craig Morton (* 1943), US-amerikanischer American-Football-Spieler
- Craig T. Nelson (* 1944), US-amerikanischer Schauspieler
- Craig Nicholls (* 1977), australischer Sänger, Songwriter und Gitarrist
- Craig Osborne (* 1979), englischer Poolbillardspieler
- Craig Parker (* 1970), neuseeländischer Schauspieler
- Craig Reichert (* 1974), kanadischer Eishockeyspieler
- Craig Reynolds (* 1953), US-amerikanischer Computergrafiker
- Craig Robinson (* 1971), US-amerikanischer Schauspieler und Stand-Up-Comedian
- Craig Sheffer (* 1960), US-amerikanischer Schauspieler
- Craig Shergold (1979–2020), britischer Guinness-Buch-Rekordhalter für Grußkarten
- Craig Stadler (* 1953), US-amerikanischer Golfprofi
- Craig Stevens (1918–2000), US-amerikanischer Schauspieler
- Craig Stevens (* 1980), australischer Schwimmer
- Craig Streu (* 1968), kanadisch-deutscher Eishockeyspieler
- Craig Thomson (* 1991), schottischer Fußballspieler
- Craig Lamar Traylor (* 1989), US-amerikanischer Schauspieler
- Craig Varnell (* 1983), US-amerikanischer Pokerspieler
- Craig Venter (* 1946), US-amerikanischer Biochemiker
- Craig Ziadie (* 1978), US-amerikanisch-jamaikanischer Fußballspieler